# 화살집 게이지 이론
양자장론에서 화살집 게이지 이론(화살집gauge異論, quiver gauge theory)은 특정한 꼴의 화살집으로 정의되는 게이지 이론이다.

## 정의
편의상, 4차원 시공간의 {\displaystyle {\mathcal {N}}=1} 초대칭 게이지 이론을 생각하자.
화살집 게이지 이론은 다음과 같은 데이터로 주어진다.
- 유한 화살집 {\displaystyle Q}
- {\displaystyle Q}의 각 꼭짓점 {\displaystyle v\in \operatorname {V} (Q)}에 대하여, 연결 콤팩트 리 군 {\displaystyle G_{v}}. 이는 유니터리 군 {\displaystyle \operatorname {U} (N)}, 특수 유니터리 군 {\displaystyle \operatorname {SU} (N)}, 특수 직교군 {\displaystyle \operatorname {SO} (N)}, 심플렉틱 군 {\displaystyle \operatorname {USp} (N)} 가운데 하나이어야 한다.

이 경우, 화살집 게이지 이론은 다음과 같은 4차원 {\displaystyle {\mathcal {N}}=1} 초대칭 게이지 이론이다.
- 게이지 군은 {\displaystyle \textstyle \prod _{v\in \operatorname {V} (Q)}G_{v}}이다.
- {\displaystyle Q}의 각 변 {\displaystyle e\colon u\to v}에 대하여, 정의 표현(영어: defining representation) {\displaystyle {\bar {N}}_{u}\otimes N_{v}}로 변환하는 손지기 초장 {\displaystyle \Phi _{e}}이 존재한다.

이러한 표현을 쌍기본 표현(bifundamental representation)이라고 한다. 예를 들어, {\displaystyle \mathrm {SU} (2)}와 {\displaystyle \mathrm {SU} (3)} 사이에 있는 변은 6차원 표현 {\displaystyle {\bar {\mathbf {2} }}_{\operatorname {SU} (2)}\otimes {\mathbf {3} }_{\operatorname {SU} (3)}}으로 변환한다.
다른 차원의 경우도 마찬가지의 꼴로 화살집 게이지 이론을 정의할 수 있다.
화살집 도형은 특히 등각 게이지 이론을 나타내는 데 편하다. 화살집 도형의 구조로 이론이 등각 대칭을 보존하는지 여부를 쉽게 확인할 수 있다.

## 성질

### 변칙 상쇄 조건
편의상, 4차원 {\displaystyle {\mathcal {N}}=1} SU(N)×…×SU(N) 양-밀스 이론을 생각하자. 이는 다음과 같은 데이터로 주어진다.
- 유한 화살집 {\displaystyle Q}
- 함수 {\displaystyle N\colon \operatorname {V} (Q)\to \{2,3,\dotsc \}}. 즉, 각 꼭짓점 {\displaystyle v\in \operatorname {V} (Q)}에 대하여, 2 이상의 정수 {\displaystyle N_{v}}. 즉, 이 꼭짓점은 게이지 군 {\displaystyle \operatorname {U} (N_{v})}에 대응한다.

이제, 다음과 같은 {\displaystyle |\operatorname {E} (Q)|\times |\operatorname {V} (Q)|} 부호 결합 행렬(영어: signed incidence matrix)을 정의하자.
{\displaystyle B_{Q}\in \operatorname {Mat} (|\operatorname {V} (Q)|,|\operatorname {E} (Q)|;\mathbb {Z} )}
{\displaystyle M(e,v)={\begin{cases}+1&v=t(e)\neq s(e)\\-1&v=s(e)\neq t(e)\\0&v=t(e)=s(e)\\0&s(e)\neq v\neq t(e)\end{cases}}}
그렇다면, 부호 인접 행렬(영어: signed adjacency matrix)
{\displaystyle A_{Q}=B_{Q}^{\top }B_{Q}}
을 정의할 수 있다.
또한, {\displaystyle N}을 {\displaystyle |\operatorname {V} (Q)|\times 1} 열벡터로 간주하자.
{\displaystyle (Q,N)}에 대응되는 화살집 게이지 이론이 게이지 변칙을 갖지 않으려면, 다음 조건이 성립해야 한다.:(2.4)
{\displaystyle B_{Q}^{\top }B_{Q}N=0}
이는 각 꼭짓점 {\displaystyle \operatorname {SU} (N_{v})}에서, 기본 표현과 반기본 표현의 수의 합이 0이 되어야 하기 때문이다. (만약 {\displaystyle N_{v}=2}일 경우, 대역적 위튼 변칙이 발생한다.)

### 끈 이론을 통한 구성
일부 화살집 게이지 이론은 점근 국소 유클리드 공간 위에 평행한 D-막들을 놓았을 때, 이 D-막의 포갬 위에 존재하는 유효 장론으로 구성될 수 있다.:§2.2
구체적으로, SU(2)의 유한 부분군 {\displaystyle \Gamma \leq \operatorname {SU} (2)}가 주어졌을 때, {\displaystyle \mathbb {R} ^{4}\cong \mathbb {C} ^{2}}의 뒤발 특이점
{\displaystyle \mathbb {C} ^{2}/\Gamma }
을 정의할 수 있다. 이는 오비폴드이므로, 이 위의 초끈 이론을 정의할 수 있다. ⅡB 초끈 이론에서, 오비폴드의 특이점에 {\displaystyle N}개의 D5-막을 배치하자. 그렇다면, 이 위에는 {\displaystyle \Gamma }의 매케이 화살집에 해당하는 5+1차원 {\displaystyle {\mathcal {N}}=(1,0)} 화살집 게이지 이론이 존재한다.:§4:§2.1
이는 오비폴드를 가하기 이전의 6차원 {\displaystyle {\mathcal {N}}=(1,1)} 이론에 오비폴드를 가한 것으로 볼 수 있다. 이는 ({\displaystyle {\mathcal {N}}=(1,0)}의 언어를 사용하면) 하나의 딸림표현 벡터 초다중항과 하나의 딸림표현 하이퍼 초다중항으로 구성된다. 이론의 각 오비폴드 섹터는 일반적으로 천-페이턴 지표 공간 {\displaystyle \mathbb {C} ^{N}}은 {\displaystyle \Gamma }의 유니터리 표현으로 분류된다. 이러한 표현을 {\displaystyle \Gamma }의 기약 표현으로 분해하자.
{\displaystyle \mathbb {C} ^{N}=\bigoplus N_{i}\rho _{i}}
그렇다면, 이 경우 {\displaystyle \operatorname {U} (N)} 게이지 군은
{\displaystyle \prod _{i}\operatorname {U} (N_{i})}
로 깨지게 된다. (이 가운데 U(1) 성분은 나머지 성분과 상호작용하지 않아, 이는 {\displaystyle \textstyle \prod _{i}\operatorname {SU} (N_{i})}로 여겨도 무방하다.) 하이퍼 초다중항의 경우, SU(2) R대칭의 2를 따라 변환하므로, 이들은 2에 대한 매케이 화살집의 변들에 해당하는 게이지 표현을 갖는다.
D5-막 대신 T-이중성을 가하여 6차원 이하의 임의의 차원에서 위와 같은 16개의 초전하를 갖는 화살집 게이지 이론을 정의할 수 있다. 예를 들어, 4차원의 경우 이는 {\displaystyle {\mathcal {N}}=2} 초대칭에 해당한다.
마찬가지로, SU(3)의 유한 부분군 {\displaystyle \Gamma \leq \operatorname {SU} (3)}가 주어졌을 때, {\displaystyle \mathbb {R} ^{4}\cong \mathbb {C} ^{3}}의 오비폴드
{\displaystyle \mathbb {C} ^{3}/\Gamma }
를 생각할 수 있다. ⅡB 초끈 이론에서, 오비폴드의 특이점에 {\displaystyle N}개의 D3-막을 배치하자. 그렇다면, 이 위에는 {\displaystyle \Gamma }의 매케이 화살집에 해당하는 3+1차원 {\displaystyle {\mathcal {N}}=1} 화살집 게이지 이론이 존재한다. 이는 4차원 𝒩=4 초대칭 양-밀스 이론에서 R대칭 SU(4) 가운데 SU(3)만큼을 부분군을 통하여 오비폴드를 가하는 것에 해당한다. (SU(4) 전체에 속하는 일반적 부분군을 사용하면, 아무 초대칭이 남지 못한다.) 이 경우, 스칼라 보손들은 SU(3)의 3⊕3 (SU(4)의 6) 표현을 따르며, 페르미온들은 SU(3)의 3⊕1 (SU(4)의 4) 표현을 따른다. 즉, 이들은 해당 표현에 대한 매케이 화살집으로 묘사되는 게이지 표현을 따른다. 이 가운데 3(또는 3)에 해당하는 것은 4차원 {\displaystyle {\mathcal {N}}=1} 손지기 초다중항을 이루며, 1에 해당하는 페르미온은 {\displaystyle {\mathcal {N}}=1} 벡터 초다중항의 일부이다.

## 예
표준 모형의 한 세대의 장들은 다음과 같이 화살집으로 표기된다.
{\displaystyle 1\,{\overset {L}{\to }}\,\operatorname {SU} (2)\,{\overset {Q}{\to }}\,\operatorname {SU} (3)\,{\overset {U^{\mathsf {c}}}{\underset {D^{\mathsf {c}}}{\rightrightarrows }}}\,1}
이로서, {\displaystyle \operatorname {SU} (2)} 및 {\displaystyle \operatorname {SU} (3)}에 대하여 게이지 변칙이 발생하지 않음을 쉽게 확인할 수 있다. (그러나 이는 U(1)을 표기하지 못한다.)

## 역사

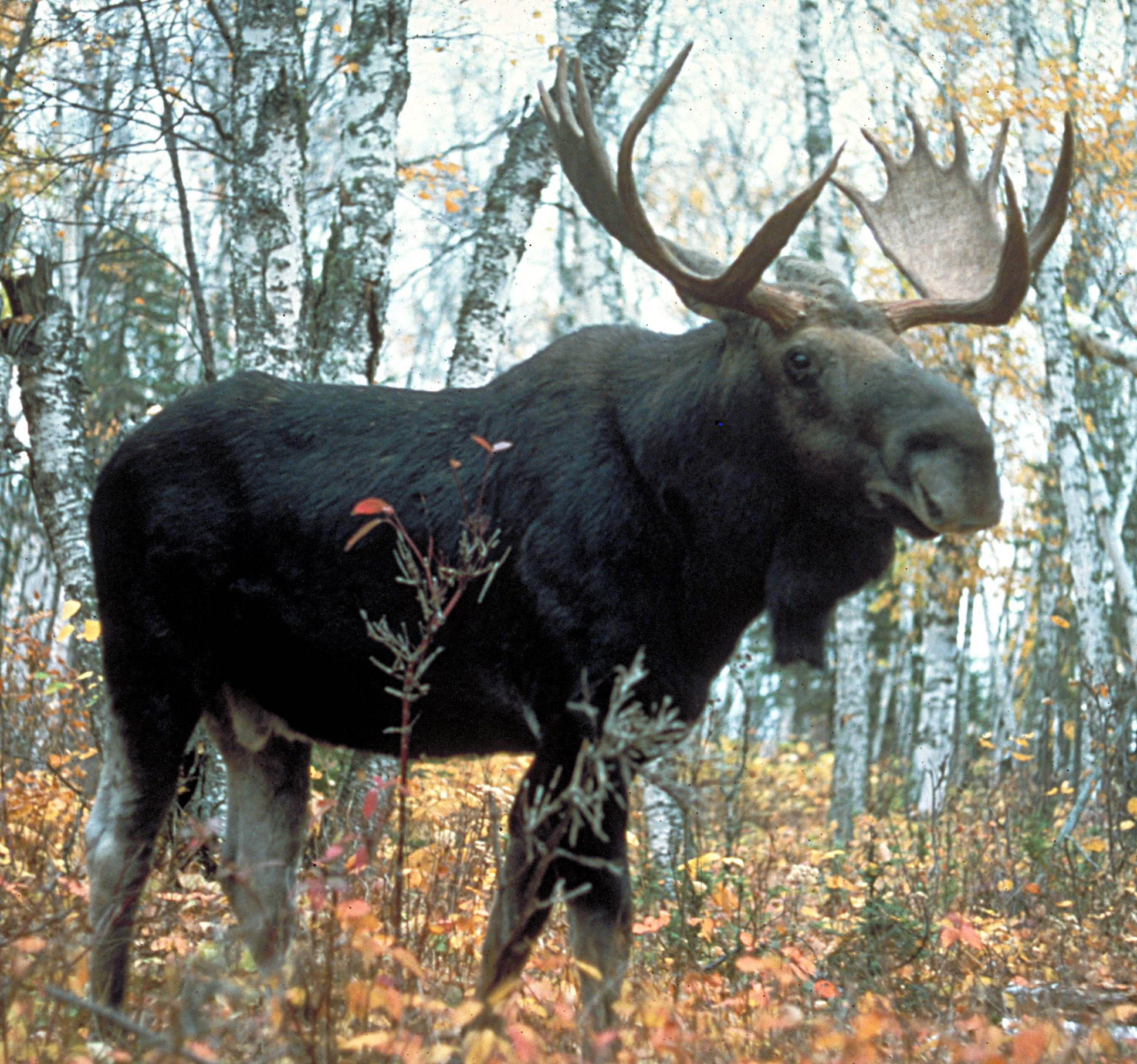
수컷 말코손바닥사슴은 화려한 뿔을 가진다.

게이지 이론의 구조를 화살집으로 나타내는 아이디어는 하워드 조자이가 1985년에 최초로 도입하였다. 조자이는 이러한 화살집을 “무스”(영어: moose)라고 불렀는데, 이는 말코손바닥사슴을 뜻한다. 이는 화살집의 모양을 수컷 말코손바닥사슴의 뿔에 빗댄 것이다.
마이클 더글러스(영어: Michael R. Douglas, 1961~)와 그레고리 윈스럽 무어가 이러한 꼴의 이론이 끈 이론에서 자연스럽게 발생한다는 것을 1996년에 증명하였다.

## 같이 보기
- 화살집 (수학)